# هندازة
هندازة (بالإنجليزية: Hindaza)‏ قرية فلسطينية من قرى محافظة بيت لحم جنوب الضفة الغربية، تقع على بعد ستة كيلومترات جنوب شرق مدينة بيت لحم. وفقًا للجهاز المركزي للإحصاء الفلسطيني، بلغ عدد سكان القرية حوالي 4,779 نسمة في عام 2007. يتم الحصول على الرعاية الصحية الأولية من بلدة زعترة المجاورة التي فيها عيادة صحية حكومية من المستوى الثالث حسب تصنيفات وزارة الصحة الفلسطينية لمرافق الرعاية.

## الآثار
- في 6 أبريل 2020، أعلنت وزارة السياحة والآثار الفلسطينية عن اكتشافها مجموعة من الآثار في القرية، والتي تعود إلى العصر البرونزي.[6]

## سبب التسمية
تمت تسميه قرية هندازة بهذا الاسم نسبة لوجود قصور قديمة تتميز بتصميم معماري فريد، فضلاً عن جمال المنطقة وارتفاعها الذي يتيح لها إطلالة واسعة على معظم محافظة بيت لحم. يعود أصل سكان قرية هندازة إلى السكان الأصليين. وتضم القرية أربعة تجمعات أخرى هي: بريضعة، خلة حمد، وادي أم قلعة، وظهرة الندى.

## ظهرة الندى
ظهرة الندى تجمع سكني فلسطيني تابع لقرية هندازة في محافظة بيت لحم في الضفة الغربية وتقع في مناطق السلطة الوطنية الفلسطينية. ولها مجلس قروي.
ويسكنها عائلات أبوجوة والقرنة والحمري والعبيات، ويوجد بها مسجد عمر بن عبد العزيز، وثاني مركز لتعليم القرآن والسنة في فلسطين من حيث المساحة، كما تشتهر بزراعة الزيتون والسنوبر والسرو واللوز، ويعتمد معظم سكانها على الزراعة بحيث تشكل لكثير منهم اكتفاء ذاتيا من إنتاج القمح والبقوليات.

## وصلات خارجية
- ملف قرية هندازة - معهد الأبحاث التطبيقية - القدس (أريج).
- صورة جوية للقرية.